# Harald Nielsen
 Der er flere personer med dette navn, se Harald Nielsen (flertydig).
Harald Ingemann Nielsen (født 26. oktober 1941 i Frederikshavn , død 11. august 2015 i Klampenborg) var en dansk fodboldspiller, der i 1960'erne var kendt som Guld-Harald.

## Fodboldspillerkarriere
Harald Nielsen startede som fodboldspiller i Frederikshavn og havde fra han var helt ung som mål at blive professionel fodboldspiller. Han debuterede på det danske ynglingelandshold i 1958, og i den næstbedste danske række for Frederikshavn 15. marts 1959. Han blev rækkens topscorer, Frederikshavn rykkede op, og HN debuterede på det danske landshold 13. september 1959 mod Norge i Oslo. Han scorede et enkelt mål i sin debut, og han er stadig den yngste danske landsholdsspiller nogen sinde. Han var 17 år og 322 dage gammel da han debuterede.
Harald Nielsen debuterede i den bedste danske række mod Boldklubben Frem den 20. marts 1960. Frederikshavn vandt 3-1 og han scorede alle tre mål. Successen fortsatte året ud. Frederikshavn blev nummer fem, og han blev topscorer i 1. division (svarende til den den nuværende Superliga). I sommeren 1960 vandt landsholdet – kaldet sølvholdet – sølvmedaljer ved OL i Rom, og han blev turneringens topscorer. Betegnelsen 'Guld-Harald' opstod imidlertid i forbindelse med denne turnering, da HN både før og under turneringen troeligt fastholdt, at Danmark ville vinde guld. Året efter blev han kåret som Årets Fodboldspiller i Danmark i en ny konkurrence startet af dagbladet Aktuelt. Da Harald Nielsen forlod Frederikshavn (FfI) lå klubben nummer et i 1. division (svarende til den nuværende Superliga).
I 1961 kom Harald Nielsen til Bologna i Italien, hvor han blev italiensk mester i 1964 og liga-topscorer i både 1963 og 1964. Efter seks sæsoner i Bologna skiftede han i 1967 til Inter for en overgangssum på en halv milliard Italienske Lire (ca. 6 mio. kr.), hvilket gjorde ham til den tids dyreste fodboldspiller i verden og hidtil eneste dansker der har opnået denne status. Med Inter F.C. vinder han det uofficielle verdensmesterskab for klubhold ved at slå Santos med Pele på holdet, 1-0 i New York, hvilket blev en historisk kamp idet det var den første, der blev vist per satellit og til mere end 120 lande. HN havde dog ikke samme succes i Inter F.C. som han havde haft i tiden i Bologna, og ryg-skader der senere skulle ende karrieren begyndte at melde sig.  Harald Nielsen nåede også at spille for Napoli og Sampdoria, inden han i 1970 sluttede sin karriere.
Da DBU før 1971 ikke anerkendte professionelle fodboldspillere, blev Harald Nielsen udelukket fra landsholdet, da han rejste til Bologna i 1961. HN nåede at spille 14 landskampe og score 15 mål – til trods for at han ikke var fyldt 19 år, da han blev udelukket fra landsholdet.

## Film
Harald Nielsen medvirkede i 1961 i filmen Far til fire med fuld musik, og han giftede sig i 1963 med skuespilleren Rudi Hansen, der spillede rollen som Mie i alle Far til fire-filmene.

## Erhvervskarriere
Efter at være stoppet som aktiv fodboldspiller startede Harald Nielsen firmaet Rudi & Harald Nielsen A/S, sammen med sin kone, Rudi, der importerer italienske lædervarer til Skandinavien. HN forsøgte i 1970'erne at overtale DBU til at indføre professionel fodbold i Danmark, og da han ikke havde held med det, begyndte han i 1977 sammen med Helge Sander at oprette en professionel liga, DPF, Dansk Professionelt Fodboldforbund, med den hensigt at presse DBU. Da det stod klart for DBU at DPF havde mulighed for at starte den nye liga fra foråret 1978, besluttede ledelsen i August 1977 at indføre professionel fodbold i Danmark fra foråret 1978.  I starten af 1990'erne var Harald Nielsen med til at starte fodboldklubben, F.C. København, hvor han var bestyrelsesformand i perioden 1992-1997, og herefter menigt medlem af bestyrelsen til oktober 2006. Han var FCK's første æresmedlem og så alle FCK hjemmekampe fra sin plads i Parken.  Udover hans senere rolle som fodbold-entreprenør var han en succesfuld erhvervsmand, der havde startet og sad i bestyrelsen for flere virksomheder, blandt andet Planet-Huse, der i dag er det største sommerhusbyggefirma i Danmark, samt Active Sportswear A/S og ABSI A/S.  I 1997-2007 indtrådte HN som præsident for Rebildselskabet, der havde finansielle problemer, og fik vendt selskabets økonomi med en benefactor-struktur. Harald Nielsen ledede Se og Hørs "Gunnar Nu Fonden" i 18 år efter Gunnar "Nu" Hansens død frem til 2009, og forestod uddeling af mere end 9 millioner kroner til Dansk sport.
Harald Nielsen skrev sammen med Bent Eilertsen seks bøger, kendt som Harald-bøgerne, om sin fodboldkarriere og lavede flere tv-programmer om fodboldtræning.
Harald Ingemann Nielsen døde 73 år gammel den 11. august 2015 efter længere tids sygdom.  
Han er begravet på Ordrup Kirkegård.

## Karriere i Italien
| Sæson     | Klub              | Liga    | Kampe | Mål |
| --------- | ----------------- | ------- | ----- | --- |
| 1961/1962 | Bologna FC        | Serie A | 16    | 8   |
| 1962/1963 | Bologna FC        | Serie A | 29    | 19  |
| 1963/1964 | Bologna FC        | Serie A | 31    | 21  |
| 1964/1965 | Bologna FC        | Serie A | 31    | 13  |
| 1965/1966 | Bologna FC        | Serie A | 29    | 12  |
| 1966/1967 | Bologna FC        | Serie A | 21    | 8   |
| 1967/1968 | Internazionale FC | Serie A | 8     | 2   |
| 1968/1969 | SSC Napoli        | Serie A | 10    | 2   |
| 1969/1970 | Sampdoria         | Serie A | 4     | 0   |

## Titler
- 1960 Olympiaden i Rom Sølv - Topscorer i turneringen med 6 mål (Danmark)
- 1961-1962 Mitropa Cup Guld - Coupe Centrale D'Europe og Topscorer i turneringen (Bologna F.C.)
- 1962-1963 Mitropa Cup Sølv - Coupe Centrale D'Europe og Topscorer i turneringen (Bologna F.C.)
- 1963 Serie A - Capocannoniere Topscorer i turneringen med 21 mål (Bologna F.C.)
- 1964 Serie A - Italiensk Mester og 1963-64 Serie A og Capocannoniere Topscorer i turneringen med 19 mål (Bologna F.C.)

## Hædersbevisninger
- Årets Fund Årets fund, 1959
- Første Årets Fodboldspiller i Danmark, 1961
- Caltex Sportsman Dell'Anno 1963-64
- Cavaliere/Ridder Republikken Italiens Fortjenstorden, 1992
- Nettuno d'oro, 2004
- Ærespræsident Rebild National Park Society, 2007
- Første Æresmedlem F.C. København, 2007
- Optaget i Fodboldens Hall of Fame, 2010
- Protektor F.C. København Legends Club, 2014